# Mick Murray
Pour les articles homonymes, voir Murray.
Michael Joseph Murray, né vers 1936 à Donnycarney (en) et mort le 7 mars 1999, mieux connu comme Mick Murray et Squire Murray, est un membre de l'IRA provisoire connu pour avoir organisé les attentats des pubs de Birmingham en 1974.